# Castelo da Lúa

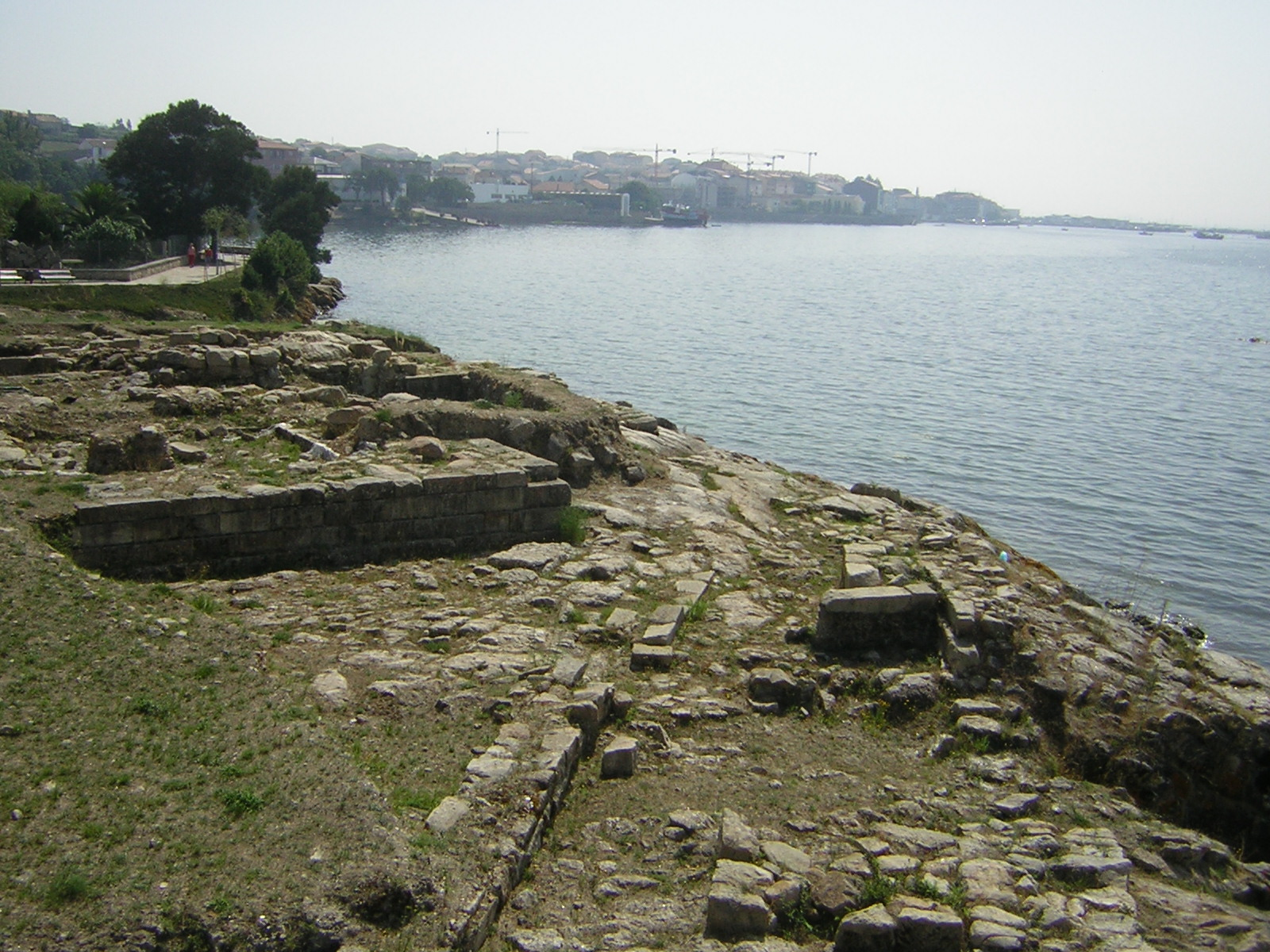
Castelo da Lúa, Espanha.

O Castelo da Lúa localiza-se na paróquia de Rianxo, concelho de Rianxo, na província de Corunha, comunidade autónoma da Galiza, na Espanha.
Trata-se de um sítio arqueológico constituído pelos vestígios de um castelo medieval, na praia da Torre, dominando a foz do rio Té.

## História
O castelo foi erigido, provavelmente no século XIII, por Pai Gómez Chariño.
No contexto das revoltas Irmandinhas foi conquistado e arrasado por volta de 1465. Após terem sido sufocadas, foi reedificado por Sueiro Gómez de Soutomaior, bisneto do primitivo construtor.
As informações coevas dão conta de que, em 1480 foi novamente arrasado, por determinação do governador real, Fernando de Acunha. Desde então, até 1532, as ruínas do castelo foram utilizadas como prisão, até que, naquele ano o seu senhorio passou para o arcebispo Alonso II de Fonseca.
Em completa ruína em 1600, a sua pedra foi reaproveitada em 1740 para a construção do campanário da Igreja de Santa Comba de Rianxo, e em diferentes edificações na Comarca do Barbanza e arredores.

## As prospecções arqueológicas
No Verão de 2001 teve início uma campanha de prospecção arqueológica, sob a coordenação de A. Bonilla Rodríguez, que permitiu comprovar que o castelo apresentava planta no formato trapezoidal, definida por uma muralha exterior, hoje desaparecida, reforçada no lado Sul por um fosso, e por uma segunda muralha, interior. Este recinto interior era dominado pela torre de menagem, sendo o conjunto complementado por dois baluartes laterais.
Uma nova campanha teve lugar em 2007, ocasião em que foram promovidas novas prospecções, além de trabalhos de consolidação e de limpeza das estruturas colocadas a descoberto em campanhas anteriores. Os trabalhos concentraram-se na fachada dianteira e no espaço existente entre a segunda muralha e o fosso. Durante os trabalhos foi encontrado  abundante material cerâmico (datado entre os séculos XI a XIII) – restos de panelas, tigelas, copos, jarros, garrafas e outros recipientes -, e ainda total de oito moedas.
A administração autonômica tem planos para continuar o estudo do local, tendo anunciado uma nova campanha em 2008.